# Габи Еспино
Габи Еспино (шп. Gaby Espino) венецуеланска је глумица, водитељка и фото-модел.

## Биографија
Године 1995. почиње своју каријеру као водитељка програма Nubeluz, након чега бива ангажована од стране венецуеланске телевизије Веневисион за главну улогу у дечјој теленовели A todo corazón, причи која је оставила важан траг на телевизију њене родне Венецуеле.
Године 1999. одлази у Мајами где тумачи главни лик у теленовели Enamorada. Захваљујући њој добија награду El rostro femenino del año (срп. Женско лице године) од стране америчке Asociación de Cronistas de Espectáculos de Nueva York (ACE). 2001. се враћа у Венецуелу где ради на теленовелама Amantes de luna llena и Guerra de mujeres. За теленовелу Amantes de luna llena осваја награду Gran Águila de Venezuela como Actriz Juvenil del 2001, а за Guerra de mujeres осваја чак три: Mara de oro, Tamanaco de oro и Cacique de oro.
Услеђују улоге у венецуеланској теленовели Las González, као и америчкој Rebeca где је по први пут тумачила лик негативке. 2004. одлази у Колумбију где за телевизију Caracol, заједно са перуанцем Кристијаном Мајером снима теленовелу Luna, la heredera (Луна). 2005. се враћа у Венецуелу и снима теленовелу Se solicita principe azul.
Потом добија и две филмске улоге у La mujer de mi hermano (2005) и Elipsis (2006.).
Паралелно са глумачким послом, Габи је била заштитно лице многих мултинационалних компанија. Посебно се истиче њен ангажман Chica Popular (срп. Популарна девојка) за истоимено венецуеланско пиво. За време протеста у Венецуели, почетком 21. века демонстранти који су били против Уга Чавеза користили су име Габи Еспино у паролама ¡Viva la cerveza! ¡Viva Gaby Espino! (срп. Живело пиво! Живела Габи Еспино!).
Њен таленат и лепота привукли су пажњу и мексичке Телевисе, која је 2006. ангажује за главну улогу у теленовели Mundo de fieras (Бештије). 2007. у Колумбији снима теленовелу Sin vergüenza (Живот без стида) за америчку телевизијску мрежу Телемундо. Током тог снимања упознаје глумца Кристобала Ландера са којим отпочиње везу, а касније се удаје и 2008. године добија ћерку Оријану Ландер Еспино.
Током 2008. и 2009. године снима El rostro de Analía (Анали) и Más sabe el diablo (Пали анђео), обе у Мајамију.
Године 2010. поново одлази у Колумбију где снима Ojo por ojo. По повратку у Мајами, 2011. разводи се од Кристобала Ландера.

## Филмографија
| Година:   | Српски назив:   | Оригинални назив: | Улога:                        | Жанр:      |
| --------- | --------------- | ----------------- | ----------------------------- | ---------- |
| 2013.     | Анђео освете    |                   | Санта Мартинез / Аманда Браун | теленовела |
| 2010.     | /               |                   | Алина Херико де Монсалве      | теленовела |
| 2010.     | /               |                   | Мануела Давила                | филм       |
| 2009.     | Пали анђео      |                   | Мануела Давила                | теленовела |
| 2008-2009 | Анали           |                   | Маријана Андраде де Монтијел  | теленовела |
| 2007.     | Живот без стида |                   | Рената Сепулведа              | теленовела |
| 2006.     | Бештије         |                   | Маријанхела Круз              | теленовела |
| 2006.     | /               |                   | Леонора Дуке                  | филм       |
| 2006.     | /               |                   | Лаура                         | филм       |
| 2005.     | /               |                   | Марија Карлота Ривас          | теленовела |
| 2004.     | Луна            |                   | Луна Мендоза                  | теленовела |
| 2003.     | /               |                   | Принцеса Изагире Заблета      | теленовела |
| 2002.     | /               |                   | Алели Гонзалез                | теленовела |
| 2001.     | /               |                   | Јубири Гамбоа                 | теленовела |
| 2000.     | /               |                   | Абрил Карденас                | теленовела |
| 1999.     | /               |                   | Ивана                         | теленовела |
| 1997.     | /               |                   | Наталија Аристиљета           | теленовела |